# 視訊壓縮圖像類型
在典型的視訊壓縮設計中，可以看到三種主要的圖像類型有：節點圖像（Intra pictures）、預測圖像（Predicted pictures）和前後預測圖像（或）。以上三者也常稱作I畫格（I frames）、P畫格（P frames）和B畫格（B frames）。在較舊的資料中，使用的是「雙向」（bi-directional），而非「前後預測」（bi-predictive）。
在視訊壓縮格式中，如ITU-T VCEG和ISO/IEC MPEG視訊標準，通常指編碼圖像之間的差異處。例如，在一個場景中，有個人走過一個固定的背景，只有移動範圍才需要描述（使用運動補償、影像資料或二者的結合，取決於何者以較少的位元充分的表現出圖像）。場景的部分沒有改變，而無須再次傳送資料。

## 畫格類型

各式的畫格

嚴格來說，圖像（picture）是比畫格（frame）更為廣泛的術語，因為圖像可以指畫格（frame）或區域（field）。畫格是某一瞬間所截取下的影像，而區域是影像每一行線的集合。如果視訊是以交錯掃瞄來傳送的話，通常會採用各別區域對圖像編碼，而不會對完整畫格進行編碼。儘管有時實際指的是更為廣泛的「圖像」（picture），通俗口語也常使用「畫格」（frame）來指「圖像」。
圖像通常會被切割成幾個宏區塊（macroblock），而且可以宏區塊為基準來選擇特定的預測類型，而非整個圖像都使用同樣的類型：
- I圖像（Intra-coded pictures）只可含有節點宏區塊，就像傳統的將一張張圖片作壓縮。
- P圖像（Predictive pictures）可含有節點宏區塊或預測宏區塊，相對於之前的畫格（frame），編碼器不用記錄下中沒有改變的。
- B圖像（Bi-predictive pictures）可含有節點、預測和前後預測宏區塊

此外，較新的視訊編解碼標準H.264，其圖像可分割成更小的範圍，稱為切片（slice），並以此取代宏區塊的作用。編碼器可對特定的切片選擇預測類型。H.264還建議：
- SI-畫格/片（轉換I）；促進編碼串流之間的轉換；含有宏區塊（特殊類型的節點編碼宏區塊）。
- SP-畫格/片（轉換P）；促進編碼串流之間的轉換；含有P和/或I宏區塊。
- 多畫格運動估計（multi-frame motion estimation，可多達32參考畫格）

多畫格運動估計可提升相同壓縮率下的品質，且SI-格、SP-格（定義為延伸）可增強對錯誤的承受能力。如此一來，較聰明的解碼器就能夠恢復受損的串流。

## 節點圖像
- 圖像的編解碼不涉及自己以外的任何圖像。
- 可由編碼器建立隨機存取點（使解碼器可在其它圖像點上適當的進行解碼）。
- 當要呈現不同的影像細節時，也會產生I圖像。
- 與其它圖像類型相比，節點圖像通常需要更多位元進行編碼。

I圖像（I-畫格）常用於隨機存取，並作為其它圖像的解碼參考。每半秒一次的節點更新週期主要應用於數位電視廣播和DVD媒體。在某些環境下可使用較長的更新週期，如視訊會議系統很少傳送I圖像。

## 預測圖像
- 需要先前圖像以進行解碼。
- 可包含影像資料、運動向量移位和組合。
- 可按解碼順序參考前一圖像。
- 較舊的標準（如MPEG-2），在解碼期間，僅使用一個先前解碼圖像作為參考，且顯示順序要在P圖像之前。
- H.264在解碼期間，可使用多個先前解碼圖像作為參考，且可具有任意的顯示順序關係。
- 通常只需要比I圖像還要少的位元進行編碼。

## 前後預測圖像
- 需要先前圖像以進行解碼。
- 可包含影像資料、運動向量移位和組合。
- 包含一些針對運動範圍的預測模式（如，宏區塊或較小的區域），以兩個不同的先前解碼參考範圍取得平均預測。
- 較舊的標準（如）不使用B圖像作為其它圖像的預測參考。B圖像可用於較低品質的編碼，因為遺失的細節將不會損害到隨後圖像的預測品質。
- H.264可使用B圖像作為其它圖像解碼的參考（由編碼器判斷）。
- 較舊的標準（如）使用兩個先前解碼的圖像作為參考，並要求其中一個圖像的顯示順序要在B圖像之前，且另一個在之後。
- H.264可使用一個、兩個或兩個以上的先前解碼圖像作為參考，且可具有任意的顯示順序關係。
- 通常只需要比I或P圖像還要少的位元進行編碼。

## 外部連結
- 介紹短畫格類型
- 使用和畫格的視訊串流[永久]
- 視訊壓縮和的介紹
- 數位視訊技術，H.263、H.263+、